# Xavier Bettel
Xavier Bettel (ur. 3 marca 1973 w Luksemburgu) – luksemburski polityk, prawnik, samorządowiec, deputowany krajowy, burmistrz Luksemburga, w latach 2013–2015 przewodniczący Partii Demokratycznej, w latach 2013–2023 premier Luksemburga, od 2023 wicepremier i minister spraw zagranicznych.

## Życiorys
Z wykształcenia prawnik. Studiował w Nancy i na Uniwersytecie Arystotelesa w Salonikach. W 2001 uzyskał uprawnienia adwokata.
W 1989 wstąpił do centrowej Partii Demokratycznej. W wyborach w 1999 na liście okręgowej swojego ugrupowania w okręgu centralnym zajął trzecie niemandatowe miejsce, mandat posła do Izby Deputowanych uzyskał po rezygnacjach złożonych przez osoby powołane w skład rządu oraz eurodeputowaną Colette Flesch. W 2004, 2009, 2013, 2018 i 2023 z powodzeniem ubiegał się o reelekcję do krajowego parlamentu.
Od 2000 był radnym miejskim, a od 2005 członkiem zarządu miasta w Luksemburgu. W 2011 zastąpił Paula Helmingera na stanowisku burmistrza luksemburskiej stolicy. W 2013 został przewodniczącym Partii Demokratycznej (w miejsce Claude’a Meischa). W 2015 zastąpiła go na tej funkcji Corinne Cahen.
W tym samym roku jego ugrupowanie zajęło trzecie miejsce w wyborach parlamentarnych, zyskując jednak 4 mandaty. Jego ugrupowanie zawarło koalicję z socjalistami i Zielonymi. 25 października 2013 wielki książę Henryk powierzył mu funkcję formatora celem stworzenia nowego gabinetu. 4 grudnia 2013 Xavier Bettel objął obowiązki premiera nowego trójpartyjnego rządu.
W wyniku kolejnych wyborów w 2018 rządząca koalicja zachowała większość w parlamencie. 16 października Xavier Bettel otrzymał kolejną misję powołania rządu. Nowy gabinet, w którym większe wpływy uzyskali Zieloni, zaprzysiężono 5 grudnia 2018.
W październiku 2021 portal Reporter.lu ujawnił wyniki śledztwa dziennikarskiego, które wykazało, że praca dyplomowa Xaviera Bettela przedłożona podczas studiów w Nancy została splagiatowana (co dotyczyło 54 z 56 stron tej pracy). Polityk przyznał wówczas publicznie, że powinien był ją „przygotować inaczej”.
W 2023 demokraci zwiększyli o 2 mandaty swoją reprezentację poselską, urzędująca od dwóch kadencji koalicja nie uzyskała wówczas większości w Izbie Deputowanych. Po kilku tygodniach negocjacji doszło do porozumienia między DP a Chrześcijańsko-Społeczną Partią Ludową. Xavier Bettel urząd premiera sprawował do 17 listopada 2023. Tego samego dnia objął stanowiska wicepremiera oraz ministra spraw zagranicznych i europejskich, do spraw współpracy rozwojowej, handlu zagranicznego i Wielkiego Regionu w nowym rządzie, na czele którego stanął chadek Luc Frieden.

## Odznaczenia
- Krzyż Wielki Orderu Korony Dębowej (Luksemburg, 2014)[15]
- Krzyż Wielki Orderu Infanta Henryka (Portugalia, 2017)[16]
- Krzyż Wielki Orderu Korony (Belgia, 2017)[17]
- Order Krzyża Ziemi Maryjnej I klasy (Estonia, 2018)[18]
- Order Republiki Serbii II klasy (Serbia, 2020)[19]
- Krzyż Wielki Orderu Zasługi (Niger, 2022)[20][21]
- Krzyż Wielki Orderu Świętej Agaty (San Marino, 2022)[22]
- Krzyż Wielki Orderu Honoru (Grecja, 2023)[23]
- Order Amílcara Cabrala I klasy (Republika Zielonego Przylądka, 2023)[24][25]
- Order Księcia Jarosława Mądrego II klasy (Ukraina, 2024)[26]
- Krzyż Wielkiego Oficera Orderu Gwiazdy Rumunii (Rumunia, 2024)[27]

## Życie prywatne
Jest jawnym homoseksualistą, w 2010 zawarł związek partnerski z Gauthierem Destenayem, a w 2015 związek małżeński ze swoim partnerem.